# Коефіцієнт оборотності резервуарів
Коефіцієнт оборотності резервуарів (рос. коэффициент оборачиваемости резервуаров; англ. utilization factor of tank farm; нім. Koeffizient m der Behälterumlaufzahl f) — при нафтовидобутку — відношення дводобового об'єму видобутої нафти до об'єму встановлених резервуарів; характеризує ступінь використання резервуарного парку; може коливатися в межах від 2 до 5.